# 女女色情

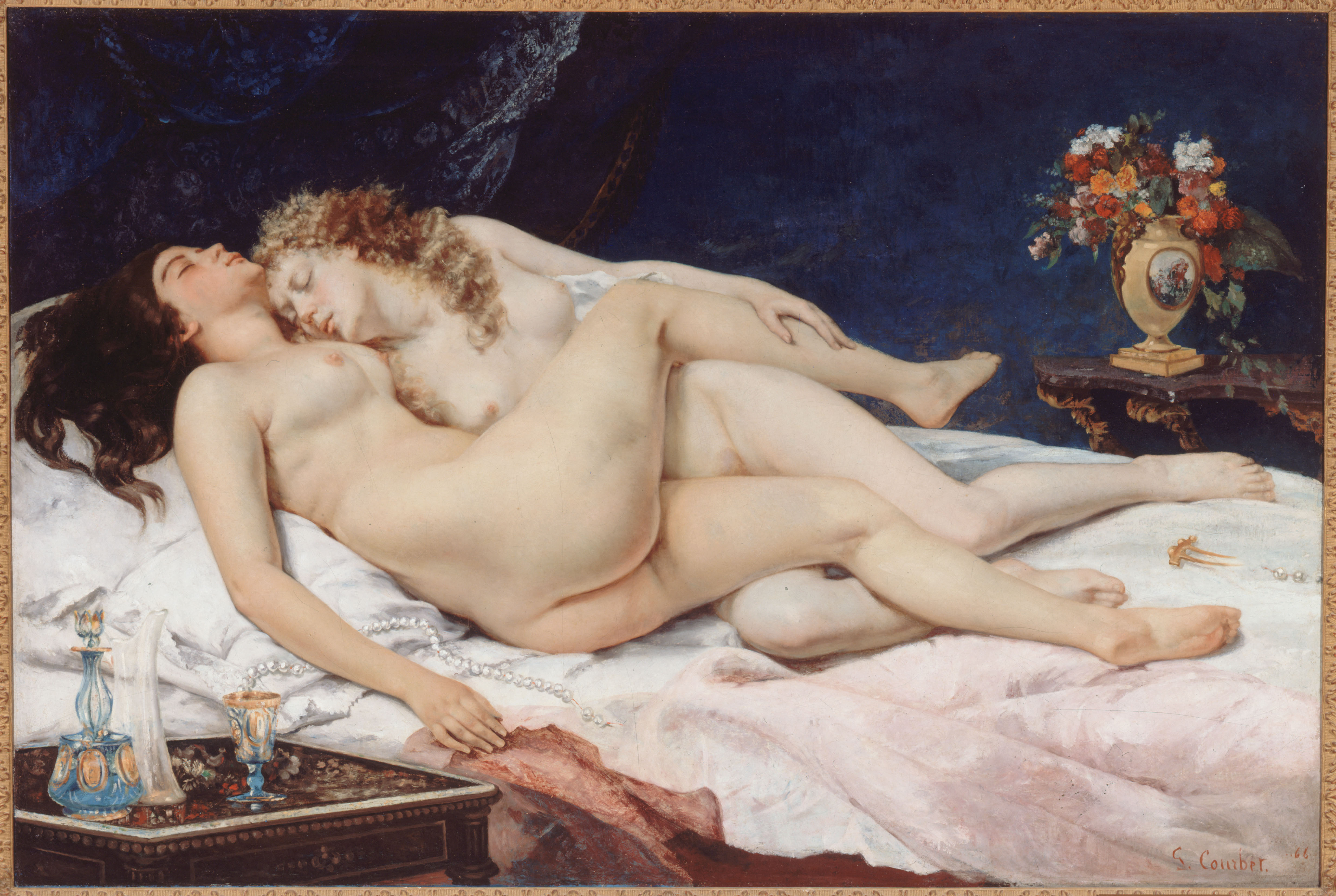
法国画家古斯塔夫·库尔贝的画作，绘于1866年

女女色情，是指通过文字、视觉、语言描绘或表现女性裸体、女性性器官、女女性行为等，与女同性恋者有关的性形象，使观赏的女性向者（包括女同性恋者与男异性恋者）、双性向者产生性兴趣、性兴奋的事物。包括小说、杂志、雕刻、玩具、绘画、漫画、动画、游戏、舞蹈、音乐、音画、錄音、聲劇、摄影、视频、直播、综艺、剧集、电影等。

## 文化背景
至少从古罗马时代起，女同性恋就一直是很多艺术作品的主题。女女题材在早期的电影和剧集领域屬於禁忌，大概于1960年代之后，女女题材才开始成为了一种影剧类型。大概于1980年代，女女题材的软核色情作品才开始进入主流电影领域。而在色情片领域中，女女色情早已经成为了一种流行的类型之一。近代早期出现过许多与女女性关系相关的文字与插图，但大部分早已受到了毁坏。查阅历史资料记录可以看出很清晰的一点是，许多的女女色情作品主要面向的是男异性恋者。

## 图集

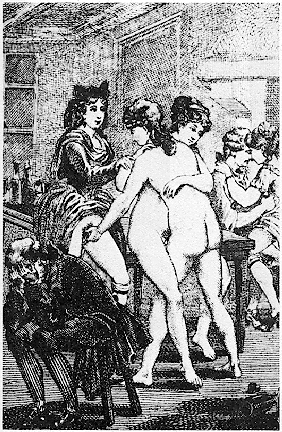
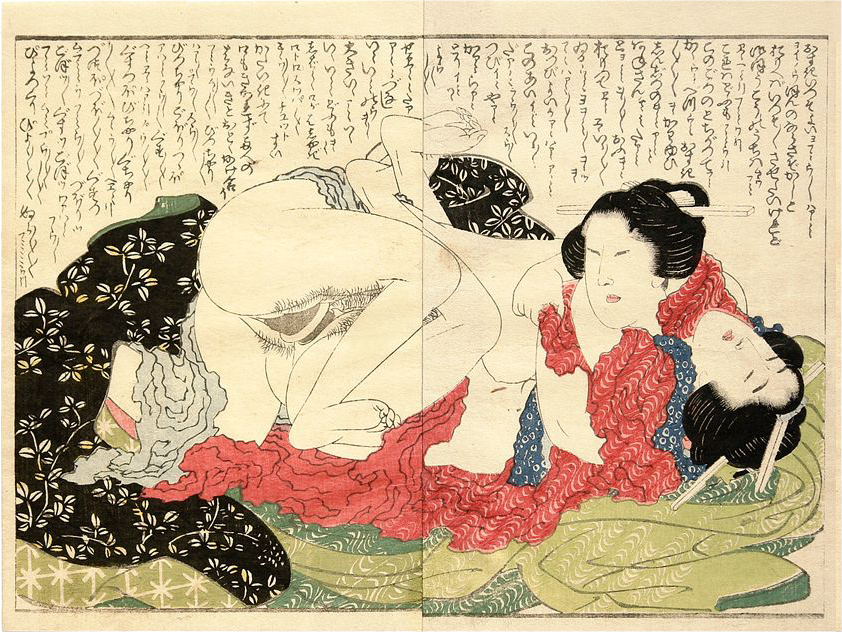
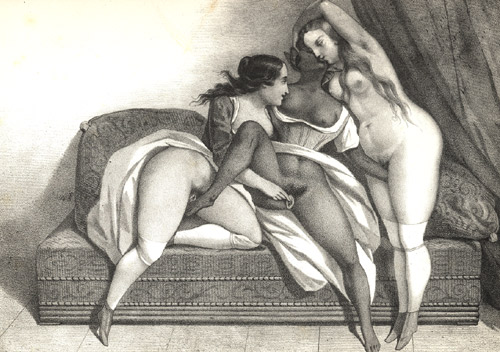
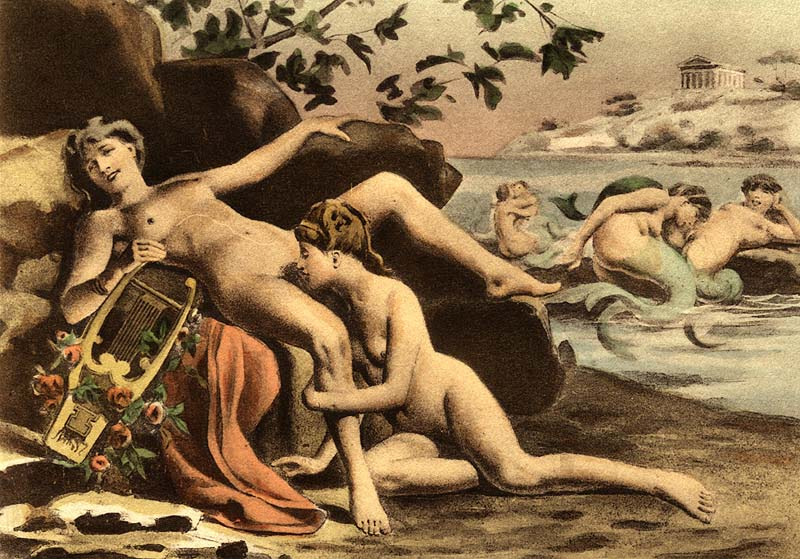
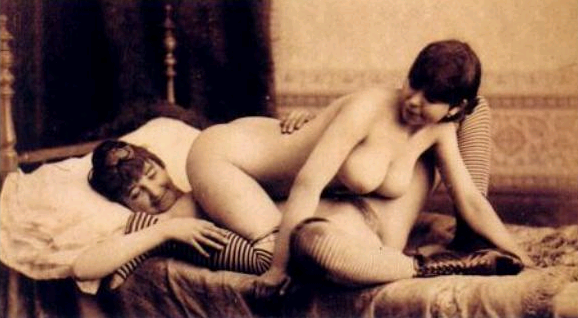
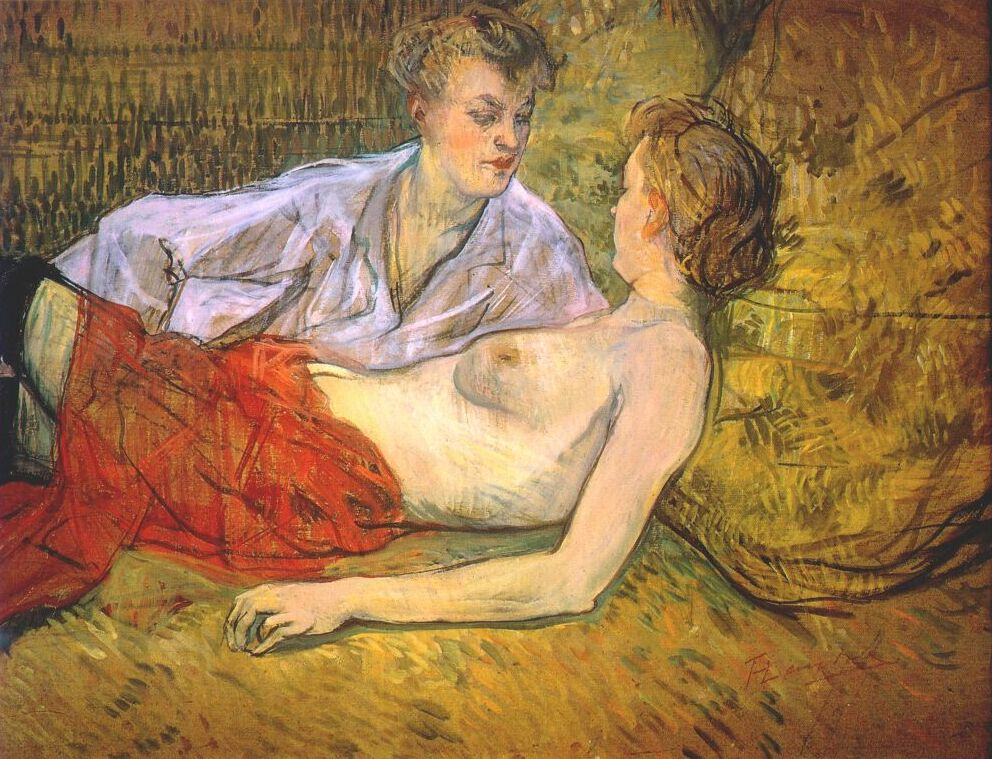
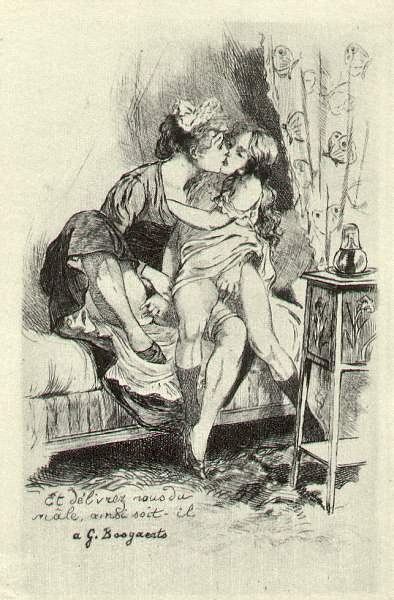
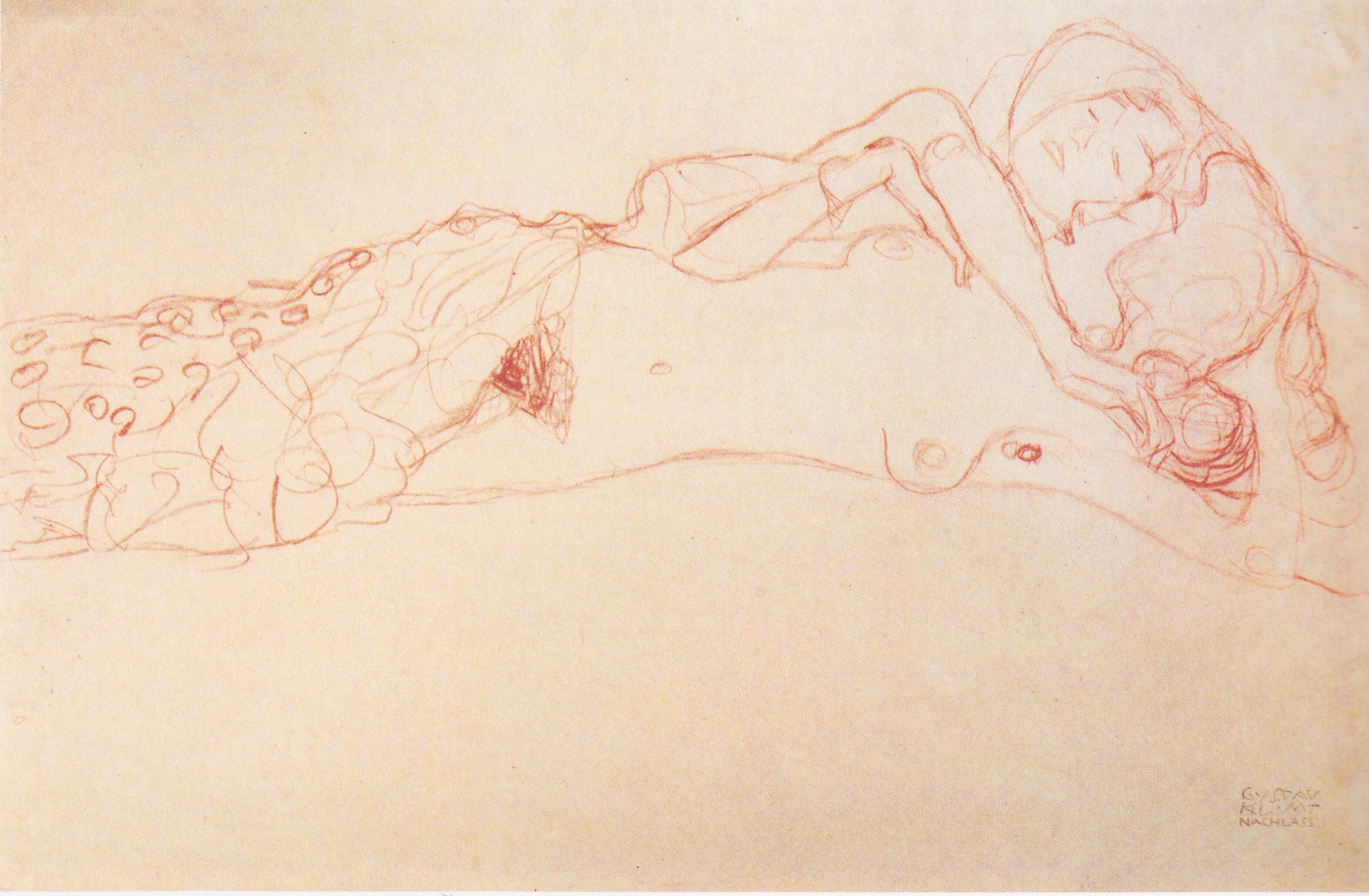
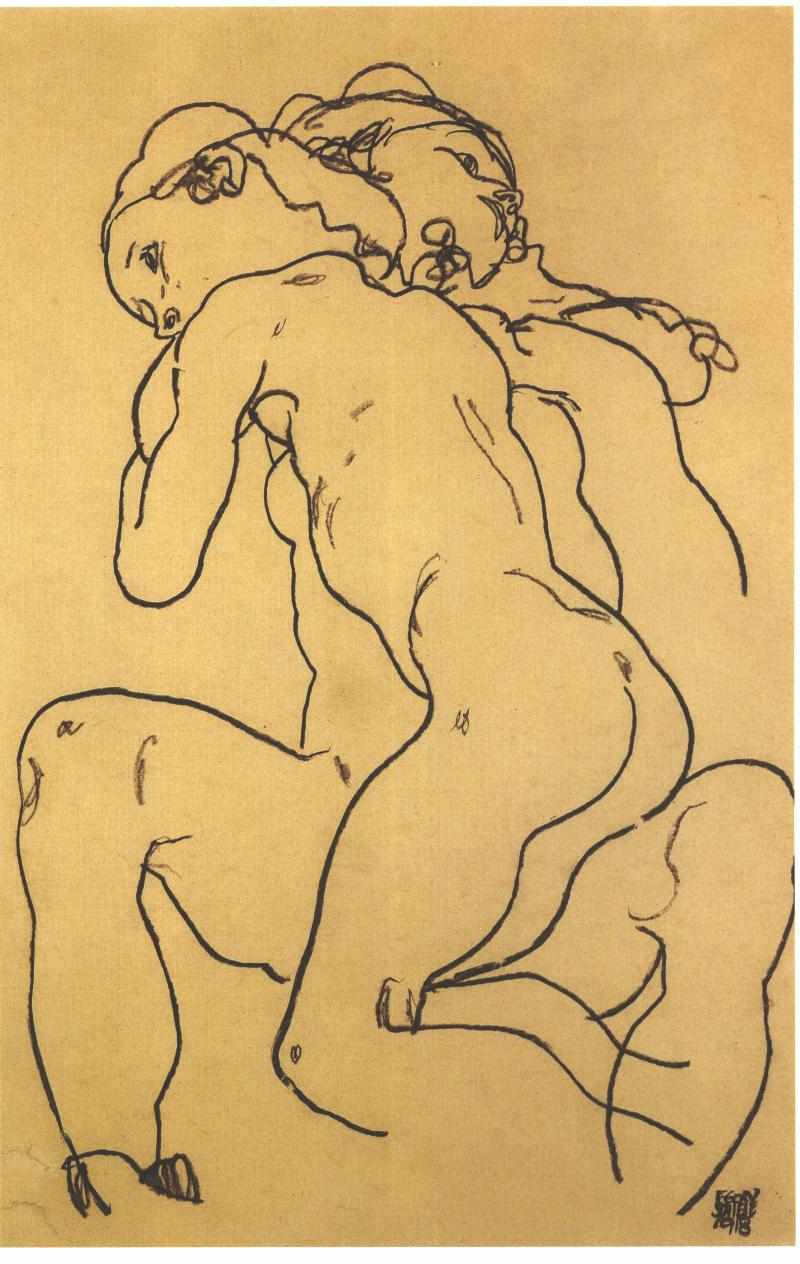